# Гайде Розендаль
Гайдемарі Екер-Розендаль (нім. Heidemarie Ecker-Rosendahl; нар. 14 лютого 1947) — німецька легкоатлетка, яка спеціалізувалася в бігу на короткі дистанції, стрибках у довжину та п'ятиборстві.

## Досягнення
Олімпійська чемпіонка зі стрибків у довжину та в естафеті 4×100 метрів (1972).
Срібна олімпійська призерка у п'ятиборстві (1972).
Учасниця Олімпіади-1968 (8-е місце у п'ятиборстві).
Чемпіонка (1971) та срібна призерка чемпіонату Європи (1966) у п'ятиборстві.
Бронзова призерка чемпіонату Європи у стрибках у довжину (1971). 
Чемпіонка (1971), двічі срібна (1967, 1970) та бронзова (1966) призерка чемпіонатів Європи у приміщенні у стрибках у довжину. 
Переможниця Універсіади у стрибках у довжину (1970).
Переможниця Кубка Європи у стрибках у довжину (1970).
Ексрекордсменка світу та Європи у стрибках у довжину та в естафеті 4×100 метрів.
Багаторазова чемпіонка ФРН.
По завершенні спортивної кар'єри була членкинею Олімпійської спортивної конфедерації Німеччини, працювала тренером, а також у Легкоатлетичній асоціації Німеччини та Європейській легкоатлетичній асоціації.

## Основні міжнародні виступи
| Рік  | Змагання                      | Місто        | Місце            | Дисципліна | Примітки |
| ---- | ----------------------------- | ------------ | ---------------- | ---------- | -------- |
| 1966 | Європейські ігри в приміщенні | Дортмунд     | 3                | довжина    |          |
| 1966 | Чемпіонат Європи              | Будапешт     | 2                | довжина    |          |
| 1967 | Європейські ігри в приміщенні | Прага        | 2                | довжина    |          |
| 1968 | Європейські ігри в приміщенні | Мадрид       | 4                | довжина    |          |
| 1968 | Олімпійські ігри              | Мехіко       | 8                | довжина    |          |
| 1969 | Європейські ігри в приміщенні | Мадрид       | 4                | довжина    |          |
| 1969 | 7                             | 50 м з/б     |                  |            |          |
| 1970 | Чемпіонат Європи в приміщенні | Відень       | 2                | довжина    |          |
| 1970 | 1пфDNS                        | 50 м з/б     |                  |            |          |
| 1970 | Універсіада                   | Турин        | 1                | довжина    |          |
| 1970 | Кубок Європи                  | Будапешт     | 1                | довжина    |          |
| 1971 | Чемпіонат Європи в приміщенні | Софія        | 5                | 60 м       |          |
| 1971 | 1                             | довжина      |                  |            |          |
| 1971 | Чемпіонат Європи              | Гельсінкі    | 3                | довжина    |          |
| 1971 | 1                             | п'ятиборство |                  |            |          |
| 1972 | Олімпійські ігри              | Мюнхен       | 1                | довжина    |          |
| 1972 | 2                             | довжина      |                  |            |          |
| 1972 | 1                             | 4×100 м      | Відео на YouTube |            |          |

## Родина
- Батько, Гайнц Розендаль (нім. Heinz Rosendahl), чемпіон ФРН у метанні диска (1948, 1951, 1953).
- Чоловік, Джон Екер (англ. John Ecker), американський баскетболіст, чемпіон Студентського чемпіонату США (1969—1971).
- Син, Денні Екер (нім. Danny Ecker), німецький стрибун з жердиною (виступав до 2012 року), бронзовий призер чемпіонатів світу, чемпіон Європи в приміщенні, особистий рекорд — 6,00 м.

## Визнання
- Кавалер Срібного лаврового листка (1967)
- Спортсменка року ФРН (1970, 1972)
- Меморіальна нагорода імені Рудольфа Гарбіга[en] (1973)
- Член Зали спортивної слави Німеччини (2011)[2]